# يان براون
يان براون (بالإنجليزية: Ian Brown)‏ (11 سبتمبر 1965 بإبسوتش في المملكة المتحدة - ) هو مدرب كرة قدم ولاعب كرة قدم بريطاني في مركز الهجوم. لعب مع برمنغهام سيتي وكولتشستر يونايتد ونادي بريستول سيتي ونادي لوتون تاون ونادي نورثامبتون تاون وبرينتري تاون ونادي تشيلمسفورد ونادي كامبريدج ستي وهارويتش وباركستون ‏ وFelixstowe & Walton United F.C. ‏ وMaldon & Tiptree F.C. ‏ وWitham Town F.C. ‏ وF.C. Clacton ‏ وWhitton United F.C. ‏ وStowmarket Town F.C. ‏ وSudbury Town F.C. ‏.

## وصلات خارجية
- يان براون على موقع قاعدة بيانات كرة القدم.إي يو (الإنجليزية)